# Nan Cuz
Nan Cuz, geborene Irmgard Cuz Heinemann (* 27. Januar 1927 in Secoyocte, Municipio de Senahú, in Alta Verapaz, Guatemala; † 11. November 2019 in Panajachel, Guatemala) war eine deutsch-guatemaltekische Malerin.

## Leben
Nan Cuz wurde 1927 als Irmgard Cuz Heinemann in Alta Verapaz, Guatemala geboren. Ihre Mutter war eine Maya-Q’eqchi, ihr Vater war Deutscher. Sie wuchs bei ihrer Mutter auf einer Kaffeeplantage im mittelamerikanischen Dschungel auf, während der Vater nach Deutschland zurückkehrte und dort heiratete. Als Siebenjährige wurde sie von ihrer späteren Stiefmutter nach Deutschland geholt. Obwohl die Vereinbarung lautete, dass sie nach Abschluss ihrer Schulzeit zu ihrer Mutter zurückkehren würde, verhinderten der Zweite Weltkrieg und seine Folgen dies.
Nan Cuz’ Vater war Fotograf und brachte ihr das Handwerk bei. Nach ihrer fotografischen Tätigkeit begann sie einige Jahre später mit der Porträtmalerei.
Durch ihr Interesse an Parapsychologie und Grenzwissenschaften lernte sie den Maler und Schriftsteller Georg Schaefer kennen, den sie im Jahre 1950 heiratete. Inspiriert und motiviert von ihrem Ehemann begann Nan Cuz ihre Kindheitserinnerungen in Kunst zum Ausdruck zu bringen. Nachdem sie in Europa künstlerische Anerkennung erhalten hatte, erreichte sie im Jahre 1968 eine Einladung der Gattin des guatemaltekischen Präsidenten Julio César Méndez Montenegro. Daraufhin beschloss das Ehepaar 1971 mit ihren zwei Kindern nach Guatemala zu ziehen. In Panajachel eröffneten sie das Kunstzentrum La Galeria Nan Cuz, das heute von Cuz’ Sohn Thomas Schäfer geleitet wird.
Schäfer und Cuz trennten sich im Jahre 1978. Ein Jahr später lernte Cuz Horst Köhler kennen, den sie später heiratete und mit dem sie bis zu seinem Tod im Jahre 1995 zusammen lebte.
Nan Cuz starb im Alter von 92 Jahren am 11. November 2019 in Panajachel, Guatemala.

## Werk
Die Eindrücke ihrer Kindheit, die Kraft der Sonne, die Verbundenheit mit den Tieren, mit der duftspendenden Vegetation und nicht zuletzt mit der Mutter, sollen eine Sehnsucht in ihr hinterlassen haben, die nach Ausdruck drängte. Aus diesem Grund begann Nan Cuz 1950 in Bildern niederzulegen, was sie in Träumen und Visionen gesehen habe.
Mit Pinsel und Farben schuf sie Szenen, in denen Motive der Mythen- und Sagenwelt aus dem indianischen Alltag vorherrschen. Sie verwendete verschiedene Techniken, unter anderem die Reliefmalerei und den Siebdruck. Die Werke sind von intensiver Farbgebung bestimmt. Ihr Interesse an den Weltreligionen, insbesondere an der Cosmovision Maya und dem Buddhismus, zeigt sich vor allem in ihren späteren Werken, die in erster Linie spirituell inspirierte Themen behandeln.
Ab 1957 hatte Nan Cuz zahlreiche Ausstellungen.
1968 erschien Nan Cuz’ und Georg Schäfers gemeinsames Buch Im Reiche des Mescál, ein illustriertes Märchen für Erwachsene, das auf indianischer Folklore beruht. Das Geleitwort schrieb Miguel Ángel Asturias. Kurze Zeit später wurde es zu einem Kultbuch der Hippiebewegung und in mehrere Sprachen übertragen.

## Buchveröffentlichungen
- Die Geburt der Sonne. Indianermärchen aus Lateinamerika. Nacherzählt von Harri Findeisen. Illustriert von Nan Cuz. Union Verlag, Stuttgart 1985, ISBN 3-8139-5623-7.
- Im Reiche des Mescál. Eine indianische Legende. Georg Schäfer (Autor), Nan Cuz (Illustrationen). Synthesis, Essen 1968, ISBN 3-922026-13-3.
- Indianische Malerei von Nan Cuz. Kunsthalle Rostock, Rostock 1968.
- Nan Cuz. Magia y Emociones. Fundación Paiz para la Educación y la Cultura, Guatemala-Stadt 2017, ISBN 978-9929-8132-6-7.

## Filmografie
- Brennende Feder. Sehendes Herz - Nan Cuz, eine deutsch-indianische Malerin. Produktion, Buch und Regie: Anja Krug-Metzinger, Radio Bremen/Arte, 2008